# Ханский огонь
«Ханский огонь» — рассказ Михаила Булгакова, действие которого происходит на территории музея-усадьбы под названием «Ханская ставка» в начале 1920-х годов. Написан в разгар работы над «Белой гвардией» и связан с романом единством размышлений о судьбах России.
Впервые был опубликован в «Красном журнале для всех» (№ 2, 1924). Найден, выверен текстологически, заново опубликован и прокомментирован Лидией Яновской в журнале «Наш современник» (№ 2, 1974).

## История создания
Литературовед Лидия Яновская полагала, что замысел «Ханского огня» связан с поездками Булгакова в подмосковное имение Архангельское в поисках материалов к нереализовавшемуся замыслу пьесы о Распутине и князе Ф. Юсупове. Так, Лидия Яновская писала:

В образных реалиях рассказа отразились впечатления от поездки Булгакова в усадьбу-музей Архангельское, бывшее подмосковное имение Юсуповых. Булгаков был в Архангельском дважды — летом 1922 г. и летом 1923 г… Приметы Архангельского <…> безошибочно узнаваемы. 
Другая версия, по воспоминаниям И. Овчинникова, относится к работе Булгакова в газете «Гудок». Когда Валентин Катаев посетовал, что современные авторы пишут неинтересно, с предсказуемым финалом, Булгаков пообещал написать рассказ с такой развязкой, что её никто не распутает до последней строчки. Вскоре он представил коллегам рассказ «Антонов огонь», сюжет которого близок к «Ханскому огню».
Прототипом Тугай-Бега, по мнению литературоведа Бориса Соколова, стал персонаж романа Генрика Сенкевича «Пан Володыёвский» Тугай-беевич. Кроме того, Булгаков, по предположению литературоведа Виктора Лосева, очевидно прочитал вышедшие в 1923 году «Белые мемуары» Ильи Василевского, в которых речь идёт о князе Голицыне, писавшем мужикам: «Грабьте моё добро, только липовой аллеи не трогайте! На этих липах я вас <…> вешать буду».
Тема пожара, по мнению Б. Соколова, могла быть также навеяна воспоминаниями о событиях в Смоленской губернии, где Булгаков в 1916—1917 годах работал земским врачом. Барская усадьба Муравишниково после Февральской революции сгорела дотла, и причины пожара остались невыясненными. Вопрос о будущем России в начале 1920-х годов оставался для Булгакова открытым, считает В.Лосев.
Текст рассказа «Ханский огонь» перепечатывается, как правило, с публикации 1974 г. "Не верьте «составителям», когда они уверяют, что дают текст по прижизненной публикации 1924 года: между прижизненной публикацией рассказа в 1924 году и <…> публикацией в 1974-м имеются разночтения", - по свидетельству текстолога Л.Яновской .

## Сюжет
Ночью у смотрительницы музея-усадьбы «Ханская ставка» Татьяны Михайловны разболелись зубы, и она попросила камердинера Иону принять группу экскурсантов и провести их по залам. Экскурсанты приехали из Москвы в половине седьмого на дачном поезде. Их было человек двадцать, из которых Иона выделил двоих: Семёна Антонова — мужчину в «коротеньких бледно-кофейных штанишках», прибывшего в компании молодежи, — и пожилого богатого иностранца в золотых очках, широком сером пальто, с тростью.
Камердинер показал гостям кабинет бывшего владельца усадьбы — князя Тугай-Бега, провёл их через курительную комнату, игральную, бильярдную, продемонстрировал шатёр с двуспальной резной кроватью. Экскурсанты обсудили портреты, колонны и судьбу самого князя, который «отбыл за границу в самом начале».
Когда гости ушли, уборщица Дунька закрыла дверь на замок. Ночью Иона услышал во дворце шаги. Потом в дверях бального зала показался иностранец в золотых очках. Это был Антон Иоаннович. Он сообщил, что приехал ненадолго и тайно, дал камердинеру бумажник и сорвал сургучную пломбу с дверей своего бывшего кабинета. Ночь князь провёл за рабочим столом, разбирая архив. Пачку документов с печатями он положил в карман пальто, а прочие бумаги сгрёб на пол и поджёг весь ворох в трёх местах. Наблюдая, как разрастается пламя, Тугай-Бег бормотал: «Не вернётся ничего. Всё кончено. Лгать не к чему».
Вышел он через восточную террасу и «незабытыми тайными тропами нырнул во тьму».
«Ханский огонь» — наиболее булгаковская вещь. По жанру это скорее повесть, чем рассказ, — с острейшим занимательным сюжетом и с рельефно выписанными типами. Изобразительная сила его рассказа равна бунинской. Может быть, это самый живописный из повествовательных рассказов Булгакова. И самый историчный. Весь его строй утверждает: логика истории имеет свои законы.

## Художественные особенности
Литературовед Василий Новиков, отмечая «почти авантюрный сюжет» «Ханского огня», обращает особое внимание на авторский стиль: «Булгаков словно демонстрирует своё мастерство, своё умение заглянуть во внутренний мир, передать психологические переживания бывшего кавалергарда».
Литературный критик Всеволод Сахаров констатирует, что в «Ханском огне» встретились два мира. Один представлен всем блеском «многовековой рафинированной культуры», другой — товарищем Семёном Антоновым: «Здесь нет ещё ни вещей, ни Пушкина, ни предания».
Л. Яновская подчеркивает проявившуюся в «Ханском огне» особенность булгаковского стиля — «свободное обращение с пространствами реальных пейзажей и интерьеров». Л.Яновская отмечает также портретное и именное сходство окруженного молодежью Семена Антонова с Антоном Семеновичем Макаренко, известным воспитателем и педагогом.

## Литературные параллели
Б.Соколов видит в персонажах «Ханского огня» героев будущих произведений Булгакова. Так, образ человека-тени будет два года спустя использован в «Зойкиной квартире». Пожилой иностранец в золотых очках — это прямой предшественник «иностранца» Воланда. Серый цвет пальто, в котором приезжает Тугай-Бег — «намек на его инфернальность. Ведь дьявол — это „Некто в сером, именуемый Он“, если воспользоваться образом пьесы Леонида Андреева „Жизнь человека“».
Финал «Ханского огня» предвосхищает, по мнению составителя Булгаковской энциклопедии, пожар в доме Грибоедова («Мастер и Маргарита»).
Момент, когда Тугай-Бег спрашивает себя: «Я — тень? Но ведь я живу», напоминает Б.Соколову сцену в Театре Варьете, когда финдиректор Римский видит Варенуху.